# Moinhos de Vento (Vila do Corvo)

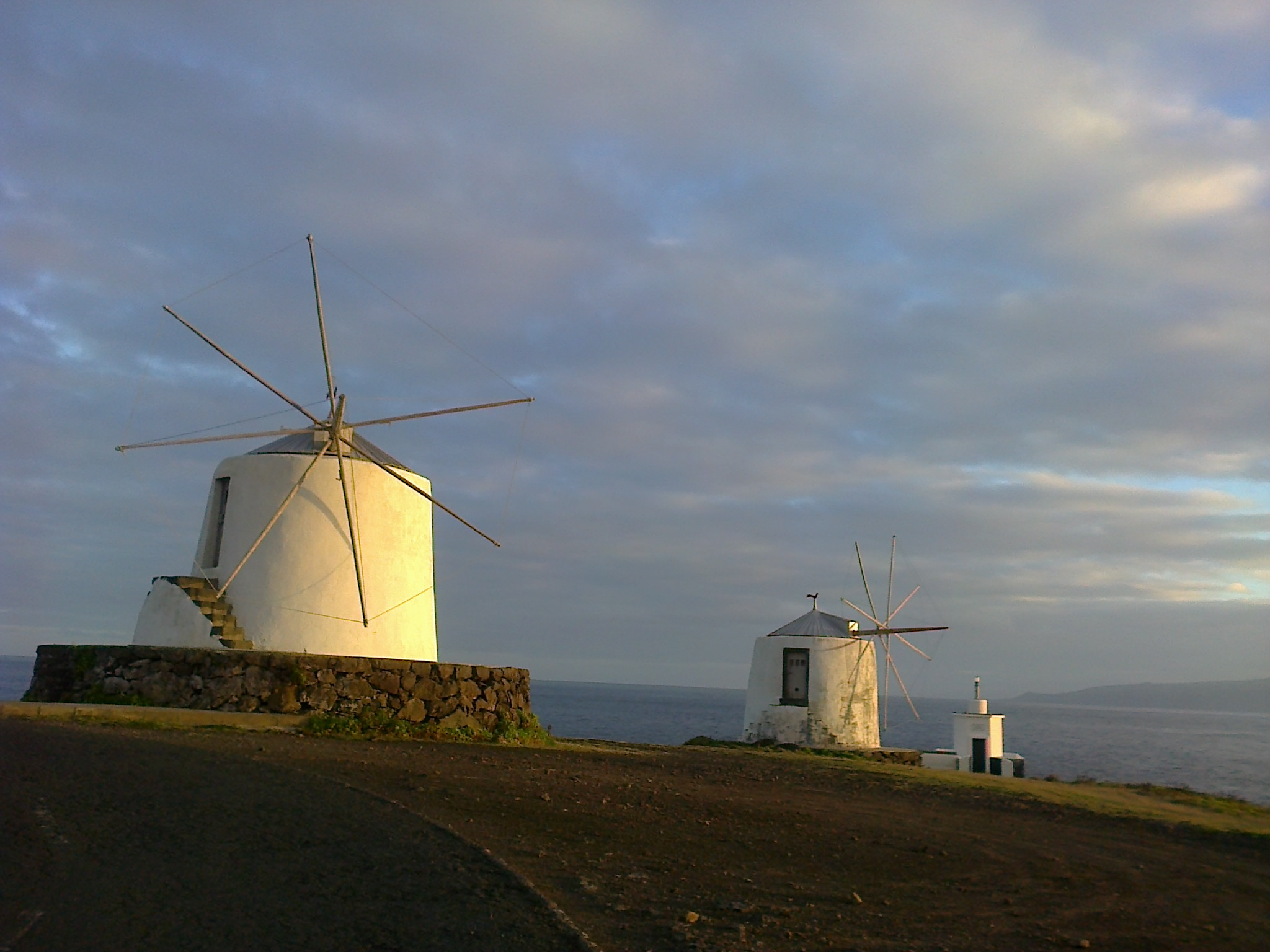
Moinhos em Vila do Corvo

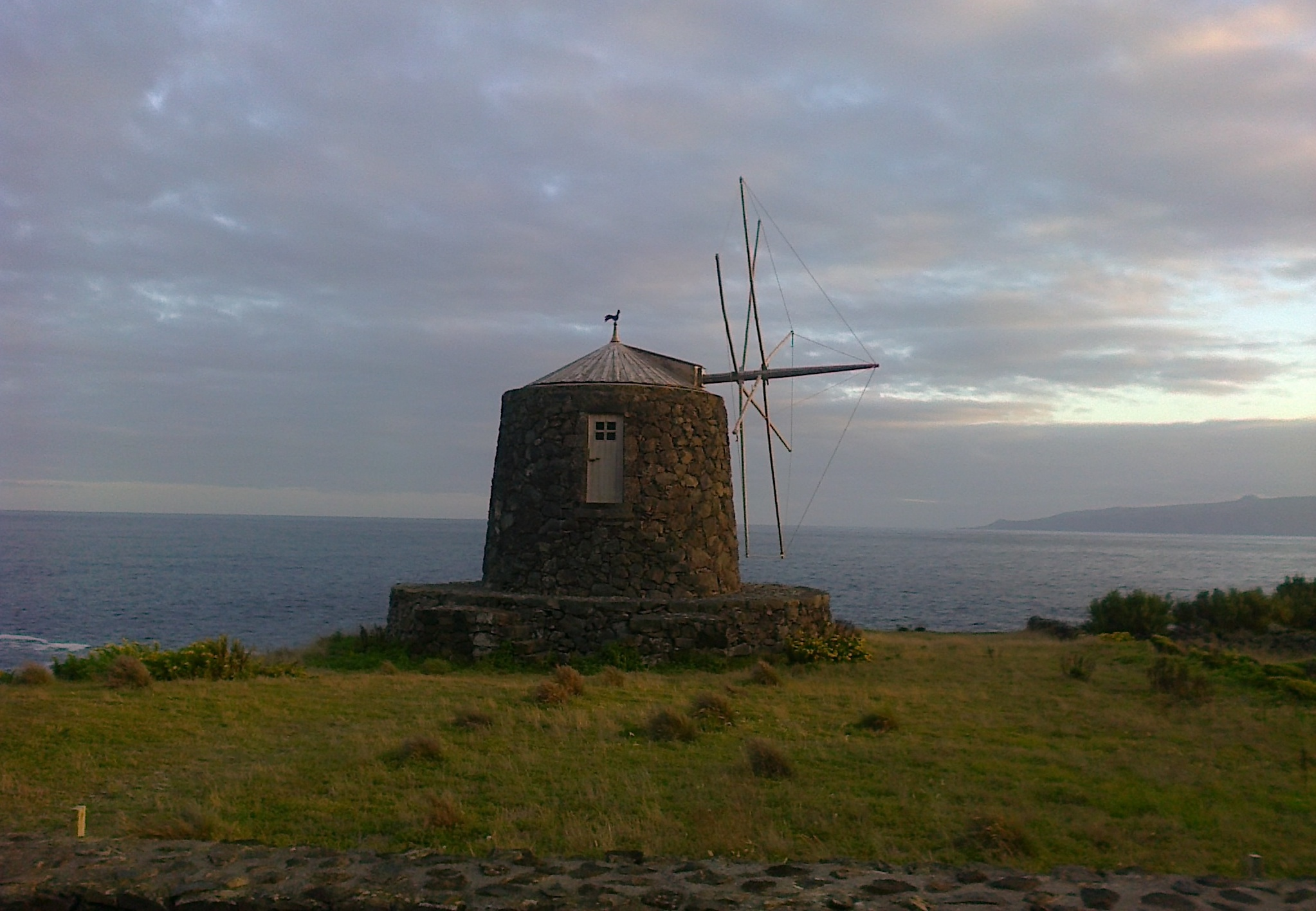
Moinho da Caldeira, Vila do Corvo

Moinhos de Vento é o nome atribuído a um conjunto de três moinhos fixos portugueses localizados no Caminho dos Moinhos, Vila do Corvo, ilha do Corvo, arquipélago dos Açores.
Trata-se de um conjunto edificado protegido pela Resolução n.º 69/97, de 10 de Abril do Governo Regional dos Açores, cuja data de construção recua ao século XIX e ao século XX e fazem parte do Inventário do Património Histórico e Religioso da ilha do Corvo.
Apresentam-se como um conjunto de três moinhos fixos, cujo corpo de construção se apresenta troncocónico e em alvenaria de pedra. Dois dos moinhos são rebocados e caiados a cal de cor branca. Estes moinhos apresentam-se com uma cobertura de forma cónica e giratória, feita de madeira. Desta cobertura emerge o mastro das varas que dá suporte ao velame de formato triangular e muito raro do seu género nos Açores.
Estes moinhos encontram-se assentes sobre um embasamentos elevado e com forma circular. O único vão que se apresenta neles é a porta de entrada, que se encontra elevada em relação ao embasamento. É acedida através de escadas de lances simétricos convergentes encostadas ao corpo troncocónico.
Apresentam-se com um estado de conservação considerado bom.